# Ганновер-сквер (Мангеттен)
Ганновер-сквер (англ. Hanover Square) — площа з громадським парком у Файненшл-дистрикт Нижнього Мангеттена в Нью-Йорку. Має трикутну форму, утворену перехрестями Перл-стріт і Ганновер-стріт. Перл-стріт і сама вулиця під назвою «Гановер-сквер» (чия протилежна сторона Перл продовжується як Ганновер-стріт, і Вільям-стріт (північне продовження «Гановер-сквер») і Стоун-стріт. Сторона між перехрестям Ганновер/Перл і Вільям/Стоун перехрестя - пішохідна доріжка вздовж фасаду будівлі, яка виходить на площу та Перл-стріт. Більшість навколишніх будівель є переважно комерційними.
Кишеньковим парком на площі є сад 11 вересня королеви Єлизавети II, який підтримується Департаментом парків Нью-Йорка і має площу 0,023 га.

## Історія
Площа була названа на честь Ганноверського дому в 1714 році, коли на престол зійшов король Георг I.
Протягом багатьох років Ганноверська площа була центром товарного ринку Нью-Йорка з Нью-Йоркською бавовняною біржею на Ганновер-сквер, 1, на південно-західному куті площі. Нью-Йоркська біржа какао, нині Нью-Йоркська торгова рада, та інші поруч. Площа також була відома як «Площа Друкарського будинку». 16 грудня 1835 року тут спалахнула велика пожежа в Нью-Йорку, знищивши більшу частину Нижнього Мангеттена. Ганновер-сквер 3, колишній будинок Нью-Йоркської бавовняної біржі, і Ганновер-сквер 10, колишня офісна будівля, були перетворені на житлові будинки.